# Rhodocen
Rhodocen [Rh(C5H5)2], genauer bezeichnet als Bis(η5-Cyclopentadienyl)rhodium(II), ist eine metallorganische Verbindung aus der Reihe der Metallocene. Im Molekül liegt ein Rhodiumatom zwischen zwei Cyclopentadienyl-Ringen in einem Sandwichkomplex.

## Eigenschaften
Beim Rhodocen [Rh(C5H5)2] handelt es sich um einen radikalischen 19-Elektronen-Komplex, welcher nur bei Temperaturen über 150 °C oder durch Kühlung auf die Temperatur von Flüssigstickstoff (−196 °C) gefunden werden kann. Bei Raumtemperatur (25 °C) wandelt sich Rhodocen in Acetonitril in weniger als 2 Sekunden durch Dimerisierung (Kombination) zu [Rh(C5H5)2]2, einem diamagnetischen 18-Valenzelektronen-Komplex um, in welchem zwei Rhodocen-Einheiten über Cyclopentadienylringe miteinander verbunden sind. Dimeres Rhodocen Rh(C5H5)2]2 ist ein gelber Feststoff.

Rhodocen, gestaffelte (links) und ekliptische (rechts) Konformation

Messungen mittels Elektronenspinresonanzspektroskopie (ESR), Kernspinresonanzspektroskopie (NMR) und Infrarotspektroskopie (IR) weisen darauf hin, dass es ein Gleichgewicht zwischen der monomeren und dimeren Form gibt. ESR Daten zeigen, dass das Monomer eine Achsensymmetrie höherer Ordnung Cn, (n > 2) mit einer Spiegelebene (σ) senkrecht zur Molekülsymmetrieebene besitzt, was bedeutet, dass das Monomer die typische Sandwichstruktur der Metallocene hat. Die Interpretation dieser Daten wurde aber durchaus in Zweifel gestellt. Der Fragmentierungsweg des Monomers wurde massenspektrometrisch untersucht. Bei der Dimerisierung handelt es sich formal um eine Redoxreaktion, das Dimer ist eine Rhodium(I)-Verbindung, während das Monomer eine Rhodium(II)-Verbindung ist. In stabilen Komplexen tritt Rhodium üblicherweise in den Oxidationsstufen +I oder +III auf. Durch die Dimerisierung reduziert sich die Anzahl der Valenzelektronen am Rhodiumkern von 19 auf 18, da durch die oxidative Kupplung der beiden Cyclopentadienylringe Liganden mit geringerer Haptizität entstehen. Während im Monomer beide Cp-Ringe η5 an das Zentralatom gebunden sind, ist im Dimer ein Ring η5-, der andere η4-gebunden. Dabei ist der η4-gebundene Ring für das Rhodium(I)-Metallzentrum ein 4-Elektronen-Donor, im Gegensatz zum η5-gebundenen 6-Elektronen-Liganden. Die erhöhte Stabilität des dimeren 18-Valenzelektronen-Rhodium(I)-Komplexes im Vergleich zum monomeren 19-Valenzelektronen-Rhodium(II)-Komplex erklärt auch leicht, dass das Monomer nur unter extremen Bedingungen beobachtet werden kann. Es wurde von El Murr et al. angenommen und auch von Fischer and Wawersik aufgrund von 1H-NMR-Daten gefolgert, dass im Rodocen-Dimer die Wasserstoffatome der verbundenen Cp-Ringe in endo Position (d. h. zum Zentralatom hin gerichtet) liegen. Dagegen gehen Collins et al. davon aus, dass sich die Wasserstoffatome in exo-Position befinden.

[(η^{5}-C_{5}H_{5})Rh(η^{4}-C_{5}H_{6})], ein 18-Elektronen-Rhodocenkomplex mit gemischter Haptizität.

Cotton and Wilkinson konnten zeigen, dass das Rhodocenium-Kation [Rh(η5-C5H5)2]+ mit 18 Valenzelektronen in wässriger Lösung zur monomere Form reduziert werden kann. Es war ihnen jedoch nicht möglich, das neutrale Produkt zu isolieren, nicht nur, weil es rasch dimerisiert, sondern auch weil sich das Rhodocenradikal spontan zum [(η5-C5H5)Rh(η4-C5H6)] umwandelt, einen stabilen 18-Elektronen-Rhodium(I)-Komplex mit gemischter Haptizität. Dieser Komplex unterscheidet sich vom Rhodocen in zwei Punkten:
1. ein Cyclopentadienylligand wurde durch Addition eines Wasserstoffatoms zum Cyclopentadien, welches als η4 4-Elektronen-Donor gebunden bleibt
2. das Rhodium(II)-Zentrum wird zum Rhodium(I) reduziert

E. O. Fischer et al. nahmen an, dass sich dieser Komplex in separaten Schritten durch Protonierung und Reduktion bildet. Es konnte gezeigt werden, dass dieser Komplex auch durch Reduktion einer Rhodocenium-Lösung mit Natriumborhydrid in wässrigem Ethanol hergestellt werden kann. Hier wurde das Produkt als Biscyclopentadienylrhodiumhydrid charakterisiert.
Octaphenylrhodocen (ein Derivat mit acht Phenylgruppen) ist das erste substituierte Rhodocen, welches bei Raumtemperatur isoliert wurde, obwohl auch dieses sich rasch an der Luft zersetzt. Die Röntgenstrukturanalyse zeigte, dass Octaphenylrhodocen eine Sandwichstruktur mit gestaffelter Konformation hat. Im Gegensatz zum Cobaltocen, welches als Ein-Elektronen-Reduktionsmittel erfolgreich in die Forschung Einzug gehalten hat, wurde bisher kein Rhodocen-Derivat entdeckt, welches eine ausreichende Stabilität für eine solche Anwendung hat.

## Darstellung
Nur 2 Jahre nachdem Ferrocen entdeckt wurde, wurden die ersten Rhodocenium-Salze hergestellt. Bei der ersten Synthese wurde Cyclopentadienylmagnesiumbromid (C5H5MgBr) mit Tris(acetylacetonato)rhodium(III) umgesetzt. Über zahlreiche andere Reaktionswege, inklusive Gasphasen-Redox-Transmetallierung mit Ferrocen oder Nickelocen oder dem Einsatz von Halbsandwich-Vorstufen wurde seitdem berichtet.
{\displaystyle {\ce {Rh(Acac)3{}+2(C5H5)MgBr->[][][Rh(C5H5)2]+{}+Acac^{-}{}+2Mg(Acac)Br\ \ \ Acac=Acetylacetonat}}}
{\displaystyle {\ce {Rh+{}+M(C5H5)2->[][][Rh(C5H5)2]+{}+M\ \ \ \ \ M=Fe,Ni}}}
Auch über moderne Mikrowellen-Synthesemethoden wurde berichtet. Rhodoceniumhexafluorphosphat bildet sich nach Umsetzung von Cyclopentadien mit Rhodium(III)-chlorid Hydrat in Methanol, gefolgt von der Aufarbeitung mit methanolischem Ammoniumhexafluorphosphat; Nach nur 30 Sekunden Mikrowellenbestrahlung erhält man das Produkt mit einer Ausbeute von über 60 %.
{\displaystyle {\ce {RhCl3.nH2O + 2C5H6 + NH4PF6 -> [Rh(C5H5)2]PF6 + 2HCl + NH4Cl + nH2O}}}
Aufgrund ihrer Stabilität und der relativ einfachen Herstellung sind Rhodoceniumsalze üblicherweise die Ausgangssubstanzen zur Synthese von Rhodocen und substituierten Rhodocenen, welche für sich alle instabil sind. Rhodocen lässt sich z. B. durch Reaktion eines Rhodoceniumsalzes mit geschmolzenen Natrium herstellen. Das Rhodecen kann dann durch Sublimation an einem mit Flüssigstickstoff gekühlten Finger als schwarze polykristalline Substanz gewonnen werden. Beim Aufwärmen auf Raumtemperatur wandelt sich diese in einen gelben Feststoff um, welcher als das Rhodocen-Dimer identifiziert werden kann.

## Verwendung
Biochemiker haben die Verwendung von Rhodium-Verbindungen und deren Derivaten in der Medizin untersucht und berichten über die potentielle Anwendung von Rhodocen-Derivaten als Radiopharmakon zur Behandlung kleinerer Krebs-Bereiche. Rhodocen-Derivate werden auch zur Synthese von verbundenen Metallocenen eingesetzt, in denen Metall–Metall-Wechselwirkungen untersucht werden können. Mögliche Anwendungen von Rhodocen-Derivate sind außerdem die Molekularelektronik und Forschung über die Mechanismen von Katalysatoren.